# Форум исследования шизофрении
Schizophrenia Research Forum, SRF, "Исследовательский форум по шизофрении" — веб-сайт, цель которого - распространение информации о научных работах, посвященных  заболеванию, а также предоставление онлайн-площадки учёным для обмена мнениями и разработки гипотез. В числе спонсоров проекта, запущенного в 2005 году — NARSAD и Национальный Институт Психического Здоровья США.
Помимо популярных обзоров свежих публикаций, на сайте находится открытая генетическая база данных по шизофрении, "SzGene", регулярно пополняемая новыми данными. Другая база содержит краткие описания статей, связанных с шизофренией, и еженедельно пополняется новыми данными из PubMed.
На создание проекта учёных вдохновил созданный ранее сайт Alzheimer Research Forum, посвящённый болезни Альцгеймера. Все желающие, в том числе и не связанные непосредственно с научными исследованиями, могут регистрироваться на SRF и участвовать в обсуждениях, комментировать обзоры, описывать и комментировать записи в базе научных статей, присылать свои предложения по развитию проекта.

## SzGene
База SzGene подобна ранее созданным аналогичным базам данных по болезни Паркинсона (PdGene) и болезни Альцгеймера (AlzGene). По состоянию на 16 февраля 2009 года, вершину списка генов-кандидатов занимали следующие гены и хромосомные участки:
1. DISC1
2. SLC18A1
3. GRIN2B
4. GABRB2
5. DRD2
6. PLXNA2
7. RPGRIP1L
8. GWA_10q26#13
9. TPH1
10. DRD4
11. IL1B
12. DAOA
13. DRD1
14. RELN (см. также Rs7341475)
15. HTR2A
16. APOE
17. NRG1
18. MTHFR
19. HP
20. DAO
21. TP53
22. ZNF804A
23. GWA_16p13#12
24. DTNBP1
25. OPCML
26. AKT1
27. RGS4
28. PPP3CC
29. GWA_11p14#1

Следует отметить, что высокое положение в списке не означает доказанной связи с расстройством, поскольку небольшие исследования разнятся в своих выводах, а крупные исследования, в которых анализировались наиболее вероятные гены риска, не смогли подтвердить ассоциации ранее выявленных кандидатов с шизофренией. На этот факт указывают критики, предлагающие отказаться от диагноза «шизофрения» как слишком неопределенного, не имеющего устойчивых генетических основ, охватывающего разнородные состояния.